# Camso
Camso, (auparavant Camoplast Solideal), est une multinationale canadienne, filiale du groupe Français Michelin, dont le siège social est situé à Magog (Québec), au Canada.
L'entreprise se concentre entièrement sur le secteur hors route qui constitue 11 % du marché mondial des pneus et des chenilles. Camso est le numéro deux mondial dans la conception, la fabrication et la distribution de pneus hors route, de chenilles en caoutchouc, de systèmes de chenilles hors route destinés aux industries de la manutention, de la construction, de l'agriculture et des produits récréatifs.

## Historique

### Origines
En 1982, Normand Carpentier et Michel Lasalle se portent acquéreur de trois divisions de Bombardier destinées à la fabrication de composants pour motoneiges. Ils fondent l'entreprise Camoplast, dont le nom vient de l'amalgame des mots français « caoutchouc », pour les chenilles de motoneige, « mode », pour les vêtements et accessoires de motoneige, et « plastique », pour les capots de motoneige en matériau composite.
À l'origine, toutes les divisions de Camoplast se trouvent au Québec, soit à Kingsbury, Richmond et Roxton Falls.

### Premières années
En 1989, l’entreprise se lance dans la production de coques et de pièces pour motomarines. Par la suite, elle acquiert Accurate Industries, entreprise spécialisée dans la fabrication de pièces de camions, en 1992, et Skega, entreprise finlandaise spécialisée dans la fabrication de chenilles pour motoneige, en 1996.
En novembre 2000, Pierre Marcouiller succède à Normand Carpentier à titre de président du conseil de Camoplast.
En septembre 2010, Camoplast fait l'acquisition du Groupe Solideal, une entreprise dont le siège social est au Luxembourg, et qui se spécialise dans la fabrication de pneus, de roues et de chenilles pour les marchés de la manutention et de la construction. En novembre 2010, l'entreprise devient Camoplast Solideal inc. Cette acquisition porte le nombre d'employés de 1 400 à 7 400, répartis dans plusieurs pays, dont, principalement le Canada, les États-Unis, le Sri Lanka, la Chine et la Corée du Sud.
En juillet 2015, Camoplast Solideal devient Camso.
Le 12 juillet 2018, Michelin annonce son intention d'acquérir Camso. La finalisation est effective le 18 décembre.

## Fonctionnement de l'entreprise
Camso compte 24 usines de fabrication réparties entre l’Amérique du Nord, l’Amérique du Sud, l’Europe et l’Asie, comprenant des installations de production dans 9 pays dont le Canada, les États-Unis, le Brésil, l’Argentine, l’Italie, la Hongrie, le Sri Lanka, la Chine et le Vietnam.
Elle possède quatre centres de recherche et développement (à Ekala au Sri Lanka, à Shanghaï en Chine, à Gand en Belgique et à Magog au Québec), dans lesquels plus de 200 chercheurs se consacrent au développement de produits.
L’entreprise emploie plus de 7 500 personnes dans 27 pays à travers le monde.

## Clients
L'entreprise collabore avec les plus importants fabricants d’équipement d’origine, notamment Caterpillar, John Deere, AGCO, Case IH, Toyota Industrial Equipment, Arctic Cat, Yamaha et BRP. Ses produits sont également distribués dans le marché des pièces de rechange grâce à son réseau de distribution.